# Chrysolina cerealis

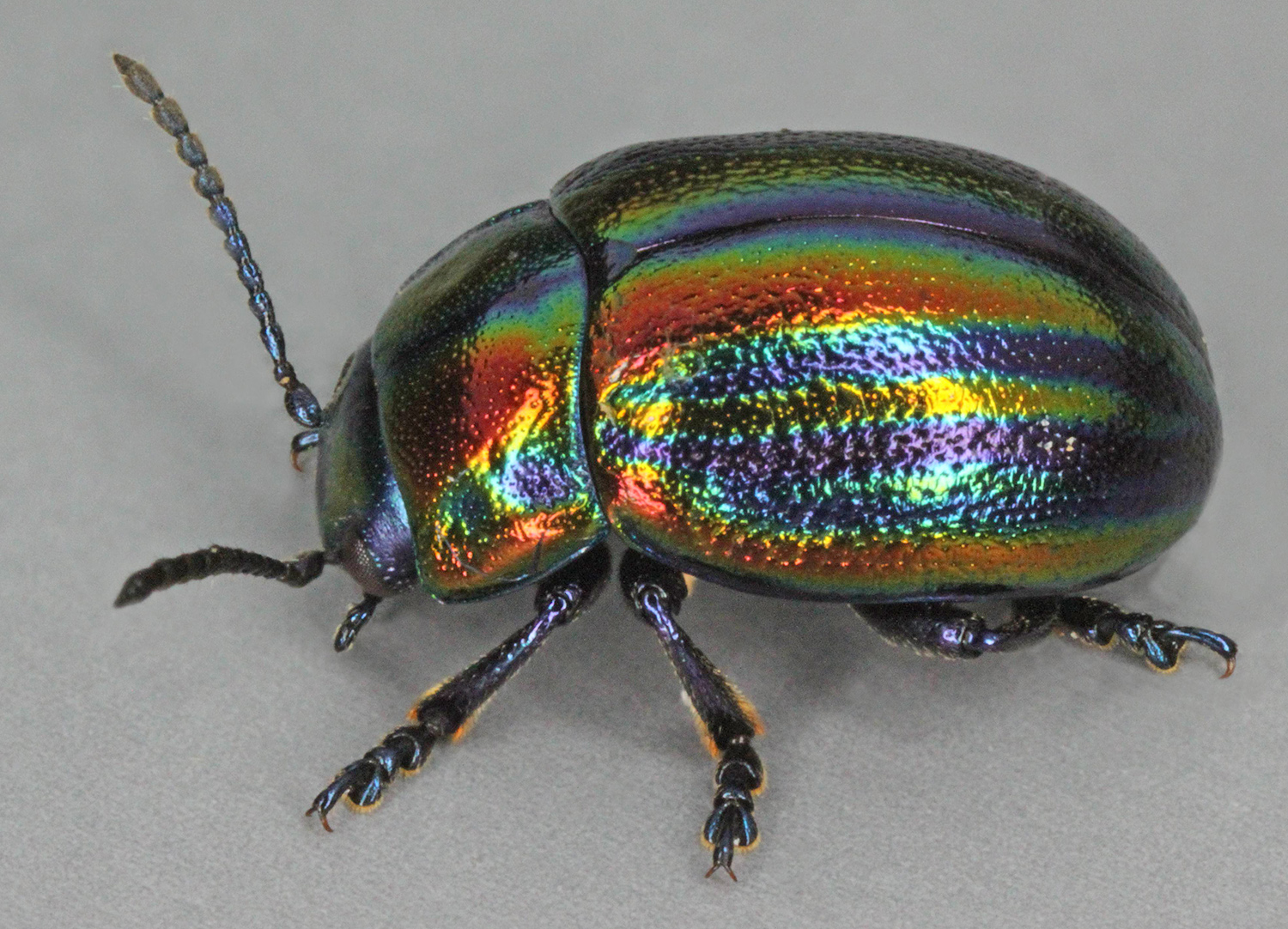
Chrysolina cerealis – Exemplar aus Wales

Chrysolina cerealis (auch als Regenbogen-Blattkäfer, Thymian-Blattkäfer, Längsgestreifter Blattkäfer, Getreideblattkäfer oder Snowdon-Käfer bekannt) ist ein Käfer aus der Familie der Blattkäfer (Chrysomelidae).

## Merkmale
Die Käfer werden 5,5 bis 10 Millimeter lang. Ihre Elytren weisen Streifen in den Farben rot, gold, grün und blau auf und sind metallisch glänzend. Es gibt verschiedene Farbvarianten.
Die Weibchen sind typischerweise größer und breiter als ihre männlichen Artgenossen.

## Vorkommen
Das Verbreitungsgebiet der in Eurasien vorkommenden Käferart erstreckt sich von Westeuropa bis nach Ostsibirien. In Festlandeuropa reicht das Vorkommen von Norditalien im Süden bis nach Norwegen im Norden. Auf den Britischen Inseln befindet sich eine kleine Population im Snowdonia-Nationalpark in Wales.
Die Art gilt sowohl in Mitteleuropa als auch in Wales als gefährdet.

## Lebensweise
Die Käfer fliegen im Sommerhalbjahr in den Monaten April bis September.
Sie fressen an Blüten und Blättern des Frühblühenden Thymians (Thymus polytrichus). Ihre Eier legen die Käfer an Süßgräsern (Rotes Straußgras (Agrostis capillaris) und Echter Schaf-Schwingel (Festuca ovina)) ab.